# Trepeilopsis
Trepeilopsis es un género de foraminífero bentónico de la subfamilia Calcivertellinae, de la familia Cornuspiridae, de la superfamilia Cornuspiroidea, del suborden Miliolina y del orden Miliolida. Su especie tipo es Turritellella grandis. Su rango cronoestratigráfico abarca desde el Viseense (Carbonífero superior) hasta el Artinskiense (Pérmico inferior).

## Discusión
Clasificaciones más recientes incluyen Trepeilopsis en la familia Calcivertellidae de la superfamilia Nubecularioidea.

## Clasificación
Trepeilopsis incluye a las siguientes especies:
- Trepeilopsis australiensis †
- Trepeilopsis glomoskiroides †
- Trepeilopsis grandis †
- Trepeilopsis mississippiana †
- Trepeilopsis prodigalis †
- Trepeilopsis recurvidens †
- Trepeilopsis spiralis †